# Dicerocardiidae
De Dicerocardiidae zijn een familie van uitgestorven tweekleppigen uit de orde Megalodontida.